# Sofia hembygdsförening
Sofia hembygdsförening är en hembygdsförening för östra Södermalm och Hammarby sjöstad, Det vill säga området som omfattas av Sofia församling. Föreningen bildades 30 mars 1917 under namnet Sofia kommunalförening. Syftet med föreningen är att gemensamt värna om och utveckla områdets fysiska, kulturella och sociala miljöer. 
Sedan 1969 delar hembygdsföreningen årligen ut Magnoliapriset till en person som min sin gärning gjort förtjänstfulla insatser och glatt sina medmänniskor. Prisutdelningen sker med en fest när magnoliaträdet i Vita bergen (på Södermalm) blommar i början av maj. Priset är en magnoliaplanta.